# Cundiyo
Cundiyo és una concentració de població designada pel cens dels Estats Units a l'estat de Nou Mèxic. Segons el cens del 2000 tenia 95 habitants.

## Demografia
Segons el cens del 2000, Cundiyo tenia 95 habitants, 39 habitatges, i 26 famílies. La densitat de població era de 73,4 habitants per km².
Dels 39 habitatges en un 35,9% hi vivien nens de menys de 18 anys, en un 51,3% hi vivien parelles casades, en un 10,3% dones solteres, i en un 30,8% no eren unitats familiars. En el 30,8% dels habitatges hi vivien persones soles el 12,8% de les quals corresponia a persones de 65 anys o més que vivien soles. El nombre mitjà de persones vivint en cada habitatge era de 2,44 i el nombre mitjà de persones que vivien en cada família era de 2,93.
Per edats la població es repartia de la següent manera: un 27,4% tenia menys de 18 anys, un 4,2% entre 18 i 24, un 32,6% entre 25 i 44, un 22,1% de 45 a 60 i un 13,7% 65 anys o més.
L'edat mediana era de 38 anys. Per cada 100 dones de 18 o més anys hi havia 97,1 homes.
La renda mediana per habitatge era de 48.654 $ i la renda mediana per família de 48.654 $. Els homes tenien una renda mediana de 36.250 $ mentre que les dones 18.750 $. La renda per capita de la població era de 18.722 $. Aproximadament el 13,6% de les famílies i el 14,2% de la població estaven per davall del llindar de pobresa.

## Poblacions més properes
El següent diagrama mostra les poblacions més properes.